# Marshall Plumlee
Pour les articles homonymes, voir Plumlee.
Marshall Harrison Plumlee, né le 14 juillet 1992 à West Lafayette, Indiana, est un joueur américain de basket-ball. Il évolue au poste d'ailier fort.

## Biographie

### Carrière universitaire
Il passe ses quatre années universitaires à l'université de Duke où il joue pour les Blue Devils.
Alors qu'il hésite à rejoindre l'armée, il choisit de rester une quatrième année à l'université de Duke. Lors de sa dernière saison, il compile 8 points, 9 rebonds, et 2 contres en 30 minutes.

### Carrière professionnelle
Le 23 juin 2016, lors de la draft 2016 de la NBA, automatiquement éligible, il n'est pas sélectionné.
Il participe à la NBA Summer League 2016 avec les Knicks de New York.
Le 7 juillet 2016, il signe un contrat de trois ans avec l'équipe new-yorkaise.
Il ne joue que 21 matchs à 1.9 points, 2.4 rebonds et 8.1 minutes de moyenne dans la franchise.
Il est ensuite récupéré par les Bucks de Milwaukee avec qui il ne joue que 8 matchs.
Finalement il annonce en 2019 quitter la National Basketball Association pour rejoindre les Rangers dans les Forces armées des États-Unis.

## Palmarès
- NCAA champion (2015)
- McDonald's All-American (2011)

## Statistiques

### Universitaires
Les statistiques de Marshall Plumlee en matchs universitaires sont les suivantes :
| Saison    | Équipe   | Matchs | Titul. | Min./m | % Tir | % 3pts | % LF | Rbds/m. | Pass/m. | Int/m. | Ctr/m. | Pts/m. |
| --------- | -------- | ------ | ------ | ------ | ----- | ------ | ---- | ------- | ------- | ------ | ------ | ------ |
| 2012-2013 | Duke     | 19     | 1      | 2,6    | 12,5  | 0,0    | 0,0  | 0,58    | 0,05    | 0,16   | 0,16   | 0,11   |
| 2013-2014 | Duke     | 30     | 0      | 8,5    | 55,2  | 0,0    | 35,3 | 2,17    | 0,27    | 0,20   | 0,57   | 1,27   |
| 2014-2015 | Duke     | 39     | 0      | 9,6    | 76,2  | 100,0  | 71,0 | 2,36    | 0,31    | 0,21   | 0,56   | 2,23   |
| 2015-2016 | Duke     | 36     | 36     | 30,5   | 68,8  | 0,0    | 57,5 | 8,56    | 1,06    | 0,75   | 1,64   | 8,33   |
| Carrière  | Carrière | 124    | 37     | 14,3   | 66,5  | 100,0  | 55,5 | 3,84    | 0,48    | 0,35   | 0,81   | 3,44   |

## Records sur une rencontre en NBA
Les records personnels de Marshall Plumlee en NBA sont les suivants, :
| Type de statistique        | Saison régulière | Saison régulière       | Saison régulière |
| Type de statistique        | Record           | Adversaire             | Date             |
| -------------------------- | ---------------- | ---------------------- | ---------------- |
| Points                     | 14               | 76ers de Philadelphie  | 12 avril 2017    |
| Paniers marqués            | 7                | 76ers de Philadelphie  | 12 avril 2017    |
| Paniers tentés             | 11               | 76ers de Philadelphie  | 12 avril 2017    |
| Paniers à 3 points réussis | -                | -                      | -                |
| Paniers à 3 points tentés  | -                | -                      | -                |
| Lancers francs réussis     | 4                | 2 fois                 | 2 fois           |
| Lancers francs tentés      | 6                | Suns de Phoenix        | 22 janvier 2018  |
| Rebonds offensifs          | 5                | @ Grizzlies de Memphis | 7 avril 2017     |
| Rebonds défensifs          | 7                | 76ers de Philadelphie  | 12 avril 2017    |
| Rebonds totaux             | 11               | 76ers de Philadelphie  | 12 avril 2017    |
| Passes décisives           | 3                | @ Celtics de Boston    | 18 janvier 2017  |
| Interceptions              | 2                | Celtics de Boston      | 2 avril 2017     |
| Contres                    | 2                | @ Celtics de Boston    | 18 janvier 2017  |
| Balles perdues             | 3                | 76ers de Philadelphie  | 12 avril 2017    |
| Minutes jouées             | 26               | 76ers de Philadelphie  | 12 avril 2017    |

- Double-double : 1
- Triple-double : 0

## Vie privée
Plumlee a grandi avec ses frères Miles et Mason, et ils jouent lors de la saison 2011-2012 pour l'université de Duke ; ils ont aussi une sœur qui s'appellent Madeleine, qui joue au volley-ball à l'université de Notre Dame. Ils sont seulement le troisième trio de frères à jouer dans la même équipe universitaire en même temps.
Ses parents sont Perky (un ancien joueur de basket-ball à l'université de Tennessee Tech) et Leslie Plumlee (une ancienne joueuse de basket-ball à l'université de Purdue qui détient le record du plus grand nombre de rebonds sur un match universitaire avec 25). Ils se sont rencontrés durant un camp de basket-ball à l'été de 1979. Son grand-père Albert "Bud" Schultz a joué au basket-ball à Michigan Tech en 1944, son oncle William Schultz a joué au basket-ball au Wisconsin-Eau Claire en 1971-1972, et son oncle Chad Schultz a joué au basket-ball à Wisconsin-Oshkosh entre 1983 et 1986.